# Scopula prouti
Scopula prouti là một loài bướm đêm trong họ Geometridae.